# Atilio Veronelli
Atilio Veronelli (Buenos Aires, 13 de octubre de 1959-Buenos Aires, 23 de febrero de 2025) fue un actor, comediante argentino. Se hizo popularmente reconocido por su trayectoria en teatro y por haber trabajado durante muchos años junto al actor y comediante Antonio Gasalla en sus programas de televisión en Canal 7.

## Vida personal
Egresado de la Escuela Nacional de Arte Dramático, una de las instituciones de prestigio en cuanto a formación de artistas en Argentina. Veronelli se formó con reconocidos artistas como Carlos Rivas y Carlos Gandolfo.
Fue padre de Vera, Alexia, Valentino y Carlos.
En septiembre de 2011, padeció el fallecimiento de su hijo Carlos a raiz de un accidente de moto.
El 17 de abril de 2018 fue padre por quinta vez y con su pareja Karina  dieron la bienvenida a Octavio.
En junio de 2022, sufrió una descompensación por problemas respiratorios y fue internado en el Hospital Eva Perón.
Falleció el 23 de febrero de 2025, a los 65 años de edad. La noticia fue confirmada por la Asociación de Actores.

## Filmografía

### Televisión
1. La Risa Es Bella año:2008 (varios personajes).
2. Los cuentos de Fontanarrosa (actor)
3. Hermanos y detectives año:2006. (episodio: El extranjero solitario) (actor)
4. Gladiadores de Pompeya (actor)
5. Casados con hijos (actor)
6. La niñera (2004) como Ernesto de la Fuente. Ep: "El hombre de la bolsa de residuos"
7. Los Roldán(como el psicólogo)año:2004.
8. El código Rodríguez (autor)año:2006.
9. Femenino masculino (actor)
10. Los simuladores año:2003.(episodio: Fin de semana de descanso) (actor)
11. Socios y más  (autor)
12. 90 60 90 modelos (autor)
13. La movida del verano (autor)
14. El palacio de la risa (autor)
15. El humor es más fuerte (actor y autor)
16. El mundo de Antonio Gasalla (actor y autor)
17. Gasalla (actor)
18. Cúneo al mediodía (panelista)
19. Sin lugar para los débiles (actor)

### Cine
- Industria argentina, la fábrica es para los que trabajan (2011)
- Fotos del alma (1995)
- Amigomío (1994)
- Matar al abuelito (1993)
- La peste (1992)
- ¿Dónde estás amor de mi vida que no te puedo encontrar? (1991)
- Siempre es difícil volver a casa (1992)
- El viaje (1992)
- La clínica loca (1988)

## Video
- Fuerza máxima (1990)

## Teatro
1. Los Borgia, de Pepe Cibrián Campoy (Actor).
2. Humor a la Fontanarrosa (Actor). Junto con Nazarena Vélez y Camila Lotitto.
3. Los Grimaldi (Autor y director)
4. Confesiones de un hombre separado (Autor, actor y director)
5. La Poca Lipsis del Humor (Actor y autor)
6. Veronelli esta Violeta de Risa (Actor y autor)
7. Acosta de Veronelli (Actor y autor)
8. Sábado a la Veronelli (Autor, actor y director)
9. Lunes a la Veronelli (Actor y autor)
10. Tómatelo con Soda (Autor y actor)
11. La mesa de los galanes (Actor y director)
12. El mundo ha vivido equivocado (Autor de adaptación, actor y director)
13. Padre Nuestro (Autor)
14. Aryentains (Autor de adaptación)